# 481 Emita
A 481 Emita (ideiglenes jelöléssel 1902 HP) a Naprendszer kisbolygóövében található aszteroida. Luigi Carnera fedezte fel 1902. február 12-én.